# Wachlarz (organizacja zbrojna)

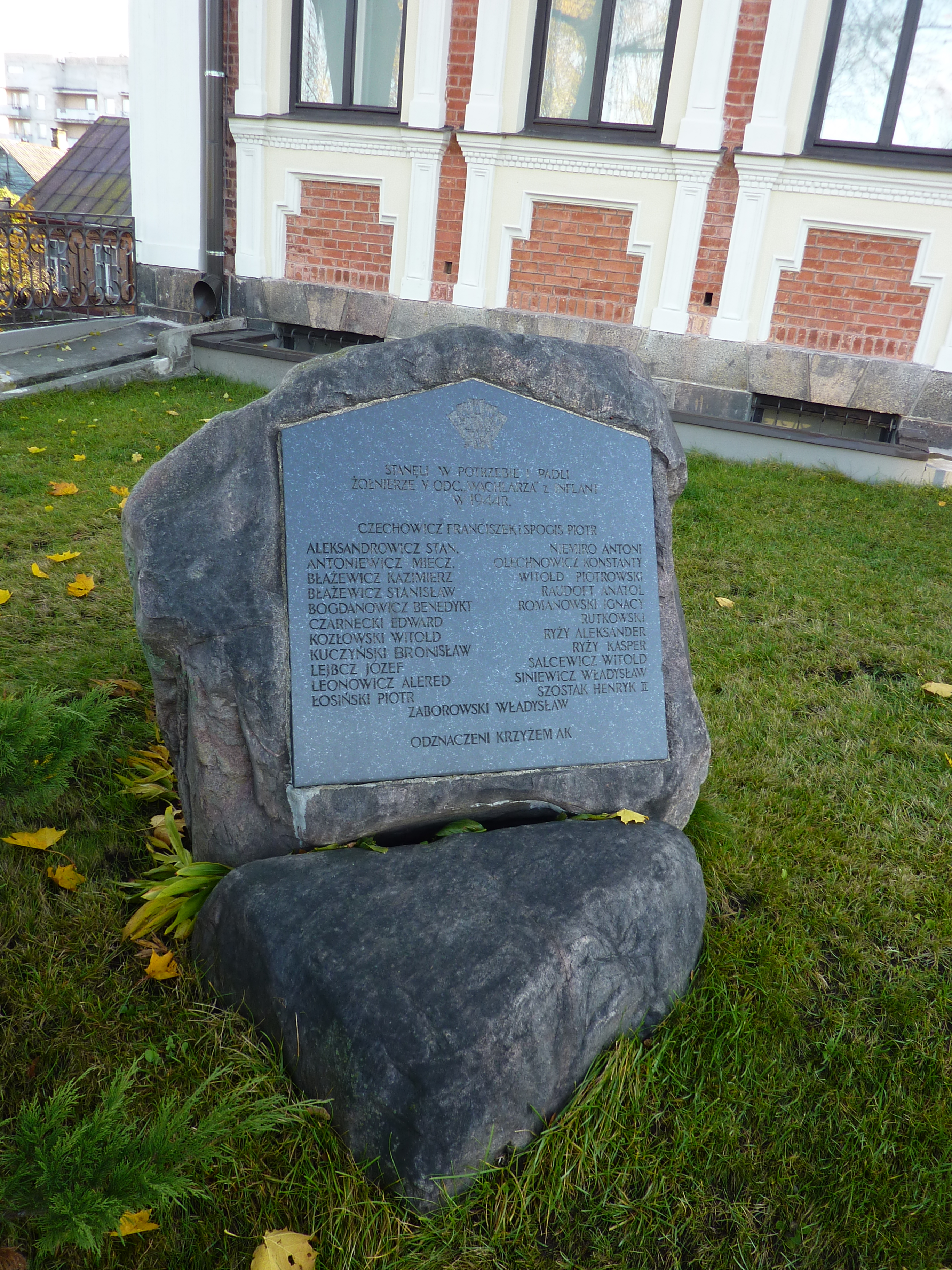
Stanęli w potrzebie i padli, żołnierze V odc. „Wachlarza” z Inflant w 1944 r.
tablica pamiątkowa w Dyneburgu

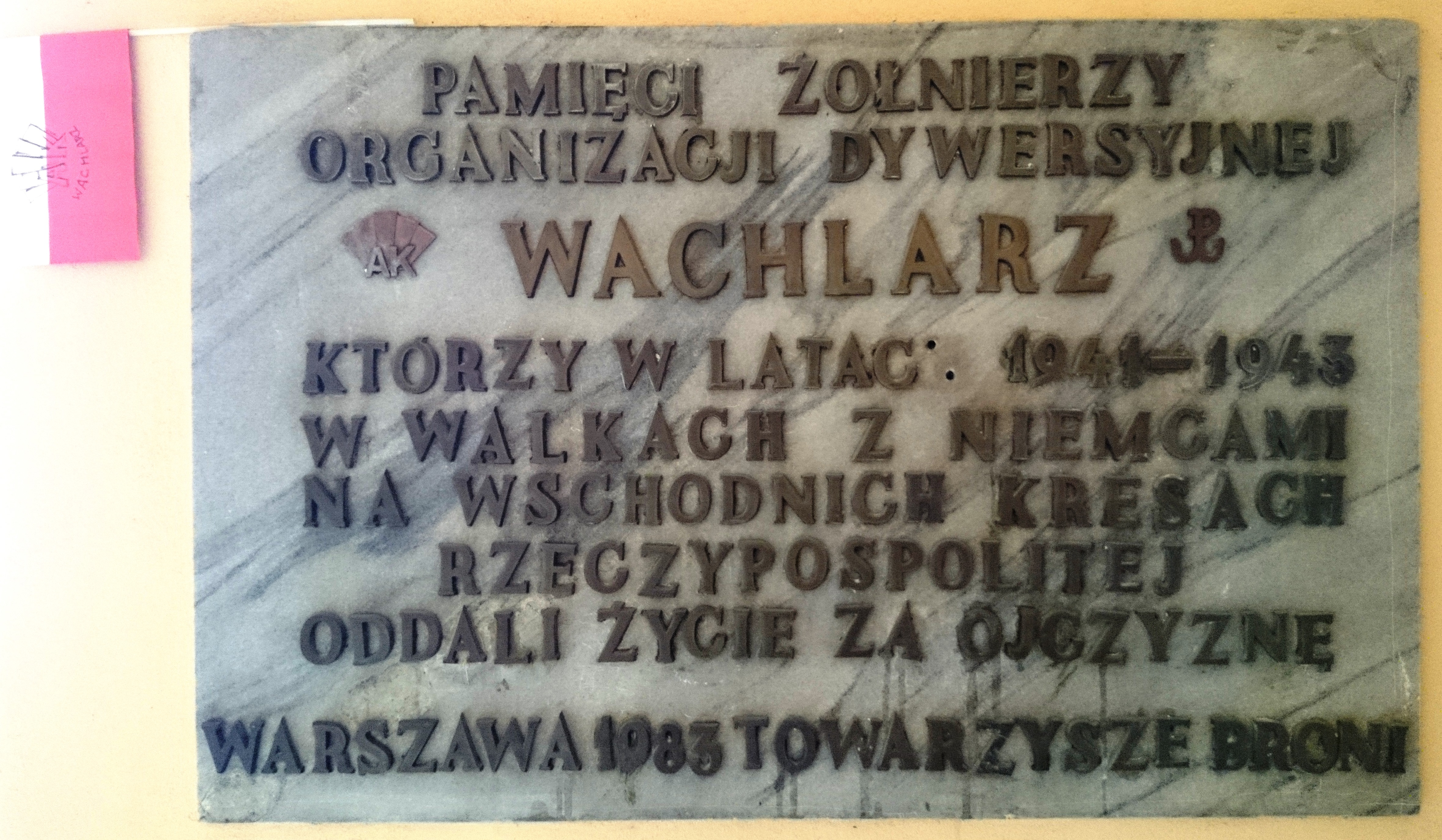
Tablica poświęcona żołnierzom Wachlarza znajdująca się w podcieniach dziedzińca kościoła św. Marcina w Warszawie

Wachlarz – kryptonim wydzielonej organizacji dywersyjnej Związku Walki Zbrojnej i Armii Krajowej, utworzonej latem 1941 w związku z wybuchem wojny niemiecko-radzieckiej, na życzenie brytyjskiej organizacji rządowej Special Operations Executive (SOE), która przekazała na ten cel 3 mln USD kredytu dla AK. Działała do końca 1942 roku, m.in. na terenach wschodnich II R.P..

## Powstanie Wachlarza
Pierwszym kryptonimem cyfrowym była „18” zamieniona jesienią 1942 na „27”. W sprawozdaniach Dowódcy ZWZ-AK pojawia się też określenie „Akcja W”.
„Wachlarz” (brytyjski kryptonim „Big Scheme”) został utworzony na wyraźne życzenie brytyjskiej organizacji rządowej SOE, która po uzgodnieniach z Oddziałem VI (Specjalnym) przekazała na ten cel 3 mln USD kredytu. Dowództwo Armii Krajowej starało się powiązać brytyjskie cele i oczekiwania z polskimi planami powstania powszechnego, co nie całkiem się udało.
Celem powołania „Wachlarza” było prowadzenie akcji dywersyjnej na szlakach aprowizacyjnych armii niemieckiej walczącej w ZSRR oraz organizowanie osłony dla planowanego na ziemiach polskich powszechnego powstania zbrojnego przed wycofującymi się z frontu wschodniego Niemcami lub nacierającą Armią Czerwoną. W tym drugim wariancie chodziło o danie czasu polskiej armii podziemnej na szybką mobilizację i przygotowanie obrony przed nowym okupantem. Jednak po podpisaniu układu z bolszewikami Sikorski uznał, że podobne antysowieckie zamierzenia są niedopuszczalne, wydając rozkaz „udzielenia Sowietom pomocy wojskowo-dywersyjnej”.
W pierwszej fazie powstania przewidywano m.in. podjęcie akcji dywersyjnych na liniach komunikacyjnych, w celu opóźnienia wycofywania się na tereny polskie wojsk niemieckich pobitych przez Sowietów. 
Strefa planowanych działań „Wachlarza” obejmowała ogromne obszary ZSRR (w tym zagarnięte Kresy Wschodnie) na wschód od przedwojennej granicy II Rzeczypospolitej, od Morza Bałtyckiego po Kijowszczyznę i Podole.
Początkowo kadrę „W” stanowili oficerowie Tajnej Armii Polskiej (TAP), organizacji działającej w latach 1939–1940 i wcielonej we wrześniu 1941 do ZWZ. O tym, jak wielką wagę Sikorski przywiązywał do dywersyjnych działań na rzecz Sowietów, świadczy, że z liczącego osiem milionów dolarów budżetu Armii Krajowej na rok 1942, aż cztery miliony przeznaczono na „Wachlarz”. Dwie trzecie tej sumy wyłożyli Brytyjczycy, naciskający pod wpływem sowieckiej dyplomacji na intensyfikację działań dywersyjnych. 
Do „Wachlarza” skierowano również połowę wszystkich cichociemnych, którzy w 1942 zostali przerzuceni do Polski, zaopatrzeni przez Brytyjczyków w sprzęt oraz materiały wybuchowe, tworząc trzon kadry dowódczej - dowodzili wszystkimi odcinkami „Wachlarza”. Osoby te przeszły specjalistyczne przeszkolenie dywersyjne na terenie Wielkiej Brytanii. Rozkaz akcji na rzecz Sowietów wywołał olbrzymi opór ze strony części oficerów i żołnierzy „Wachlarza”
Pod koniec 1942 (formalny rozkaz Dowódcy Armii Krajowej gen. Roweckiego z 22 stycznia 1943), w miarę nasilania się akcji dywersyjnych, „Wachlarz” i działający od 1940 Związek Odwetu zostały podporządkowane Kierownictwu Dywersji – Kedywowi.

## Odcinki Wachlarza
- Odcinek I: Lwów – Tarnopol – Płoskirów – Winnica – Żmerynka – Dniepropietrowsk / dowódca:  por. „Orlik”, od sierpnia 1942 roku Stanisław Gilowski ps. „Gotur” i  Jan Michalski ps. „Wojewoda”
- Odcinek II: Równe – Zwiahel – Żytomierz – Kijów / dowódca: por. Jan Piwnik ps. „Ponury”, od lipca 1942 roku por. Tadeusz Klimowski ps. „Klon”
- Odcinek III: Brześć – Pińsk – Dawidgródek – Kalenkowicze – Mozyrz – Homel / dowódca: kpt. dr Alfred Paczkowski ps. „Wania”
- Odcinek IV: Baranowicze – Słuck – Bobrujsk – Żłobin – Lida – Mińsk – Borysów – Orsza / dowódca: płk „Niedźwiedź”, mjr „Zygmunt”, mjr Tadeusz Sokołowski ps. „Trop”
- Odcinek V: Wilno – Dyneburg – Połock – Ryga / dowódca: por. Jan Smela ps. „Lipek”, od czerwca 1942 roku kpt. Leon Koplewski ps. „Bezmian”.

## Organizacja Wachlarza

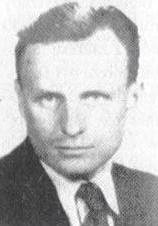
Dowódca Oddziału I (Organizacyjno-szkoleniowego) Tadeusz Derengowski ps. „Szary”

Struktura organizacji przewidywała stanowiska komendanta i szefa sztabu. Szefem sztabu był kpt. dypl. Stefan Rychter ps. „Tumry”. Miał on kierować referatem bezpieczeństwa, łącznością wewnętrzną i poszczególnymi oddziałami. Strukturę organizacyjną stanowiły:
1. Oddział I Organizacyjny – dowódcy: por. January Gościmski (od jesieni 1941), ppor. Stanisław Wierzbicki ps. „Miecz”, „Pers” (od stycznia 1942), Tadeusz Derengowski ps. „Szary”;
2. Oddział II Wywiadowczy – dowódca: Adolf Moczulski ps. „Krzysztof”, „Tadeusz Złoty”;
3. Oddział III Operacyjny – dowódca: Adolf Moczulski ps. „Tadeusz Złoty”;
4. Oddział IV Kwatermistrzowski i Transportowy – dowódcy: por. Janusz Franciszek Przeździecki ps. „Prawdzic”, Wincenty Boy ps. „Inspektor”;
5. Oddział V Łącznościowy – dowódcy: por. Aleksander Żytkiewicz ps. „Morawski” i ppor. Jerzy Czelej ps. „Kwiatkowski”.

Słabo rozwiniętymi w stosunku do pozostałych były oddziały II i III. Organizacja miała dysponować budżetem w wysokości 4 mln dolarów, ale praktycznie otrzymała tylko 10% planowanej sumy. Istotną sprawą w organizacji były finanse ze względu na rozległy obszar jej działania. Pierwszym komendantem organizacji był ppłk Jan Henryk Włodarkiewicz ps. „Darwicz” („Damian”, „Jan”), a od marca 1942 roku obowiązki pełnił ppłk dypl. Adam Remigiusz Grocholski ps. „Brochwicz” („Doktor”, „Inżynier”, „Waligóra”). Siedzibą dowództwa była Warszawa, gdzie szkolono i przygotowywano żołnierzy „Wachlarza”. Ich liczba szacowała się na blisko 500, a niektóre źródła podawały nawet 900 osób.

## Upamiętnienie
W 1993 został wybity medal z podobizną gen. broni Kazimierza Sosnkowskiego o treści „Wachlarz” – akcje dywersyjne 1943 – 1993, wydany przez Mennicę Państwową, a zaprojektowany przez Zbigniewa Kotyłłę.